# Exile on Main St.
| 평가 점수                     | 평가 점수 |
| 출처                          | 점수      |
| ----------------------------- | --------- |
| AllMusic                      | [ 2 ]     |
| The A.V. Club                 | A         |
| Christgau's Record Guide      | A+        |
| Encyclopedia of Popular Music | [ 5 ]     |
| Entertainment Weekly          | A+        |
| MusicHound Rock               | 5/5       |
| NME                           | 10/10     |
| Q                             | [ 9 ]     |
| The Rolling Stone Album Guide | [ 10 ]    |
| Uncut                         | [ 11 ]    |

《Exile on Main St.》은 영국의 록 밴드 롤링 스톤스의 스튜디오 음반이다. 이 음반은 1972년 5월 12일, 롤링 스톤스 레코드에 의해 더블 음반으로 처음 발매되었고 영국에서 발매된 이 밴드의 열 번째 스튜디오 음반이었다.
이 음반을 위한 새로운 자료는 프랑스 남부에 있는 넬코트라는 이름의 빌라에서 세션에서 주로 녹음되었다. 기타리스트 키스 리처즈는 그 밴드가 세금 탈루자로 해외에 사는 동안 살려고 빌라를 빌렸다. 롤링 스톤스는 이미 주요 스튜디오 밖에서 녹음 연습을 하고 있었는데, 그들의 이전 음반인 《Sticky Fingers》의 많은 원리가, 리드 싱어 믹 재거의 고향인 햄프셔주에 있는 스타그로브스에서, 이동식 녹음 스튜디오를 사용하여 이루어졌기 때문이다. 같은 모바일 스튜디오를 넬코트로 옮겨 별장 지하에 설치했다. 키스 리처즈는 위층에 본가에서 살았고, 종종 밴드의 다른 음악가 친구들은 밴드와 잼 세션을 하고 트랙을 깔기 위해 녹음 스튜디오로 자주 내려왔다. 멤버들(당시 어느 정도의 만취 상태)에 따라 낮마다 크게 달라지는 등 매일 밤마다 녹음 작업이 이어졌다. 정규 스튜디오 공간의 경계 없이, 세션은 상당히 느슨하고 조직적이지 않았으며, 이것은 노래 스타일의 황홀한 표와 음반의 엉성하고 느슨한 느낌을 보여준다.
이 녹음은 로스앤젤레스의 선셋 사운드 레코드의 오버더빙 세션으로 마무리됐으며 피아니스트 니키 홉킨스, 색소포니스트 바비 키스, 드러머 지미 밀러, 호른 연주자 짐 프라이스 등 뮤지션들이 추가로 참여했다. 그 결과 나온 음악은 블루스, 로큰롤, 스윙, 컨트리, 가스펠 등에 뿌리를 두고 있었고, 가사는 쾌락주의, 섹스, 시간의 주제를 탐구했다.
《Exile on Main St.》은 1970년대 긍정적인 비판적 재검토 이전에 엇갈린 평가를 받았다. 그 이후 비평가들은 롤링 스톤스의 최고 작품으로 평가해 왔으며, 여러 음반 목록에서 높은 순위를 차지하였다. 이 음반은 자주 연주되는 콘서트 스테이플을 포함하고 있으며, 영국, 미국, 캐나다를 포함한 6개국 중 1위를 차지하며, 12개국에서 10위 안에 들었다. 이 음반은 키스 리처즈, 컨트리 음악 발라드 〈Sweet Virginia〉 그리고 전 세계적인 톱 10 히트곡인 〈Tumbling Dice〉를 수록한 드문 곡인 〈Happy〉를 탄생시켰다.
2010년 5월 17일, 유럽에서는 리마스터드되고 확장된 버전의 음반이 발매되었고 다음날 미국에서는 10개의 새로운 곡이 수록된 보너스 디스크가 나왔다. 발매 당시에도 이례적으로 높은 차트를 기록하며 영국 1위, 미국 2위에 올랐다.

## 녹음
《Exile on Main St.》은 1969년에서 1972년 사이에 작곡하고 녹음되었다. 믹 재거는 "앨런 클라인과 계약을 끝낸 후, 우리는 그에게 [더 이른 곡들]을 주고 싶지 않았다"라고 말했다. 그들은 《Sticky Fingers》의 〈Brown Sugar〉와 〈Wild Horses〉를 강요했기 때문이다. 1969년에서 1971년 사이에 영국의 올림픽 스튜디오와 재거의 스타그로브스 컨트리 하우스에서 《Sticky Fingers》을 위한 세션 동안 많은 트랙이 녹음되었다.
1971년 봄, 롤링 스톤스는 그들이 빚진 돈을 세금으로 쓰고 정부가 그들의 자산을 몰수하기 전에 영국을 떠났다. 재거는 새 신부 비앙카와 함께 파리에 정착했고 기타리스트 키스 리처즈는 니스 근처의 빌프랑슈쉬르메르에 있는 넬코트라는 별장을 빌렸다. 다른 멤버들은 프랑스 남부에 정착했다. 그들이 음반 작업을 계속할 수 있는 적당한 녹음실을 찾을 수 없었기 때문에 넬코트의 리처즈의 지하실은 밴드의 이동식 녹음 트럭을 이용하는 임시 스튜디오가 되었다.

## 음악 및 가사
올뮤직은 《Exile on Main St.》을 "폭넓고 지친 더블 음반"이라고 부르며, 이 음반은 로큰롤, 블루스, 컨트리, 가스펠 스타일을 아우르는 "어두운, 밀도 높은 잼의 시리즈"라고 묘사했다. 비록 이 음반이 종종 리처즈의 가장 좋은 순간이라고 묘사되지만, 《Exile on Main St.》은 종종 생동감 있고 뿌리가 있는 록 사운드를 위한 비전을 반영한다고 생각되기 때문에, 재거는 이미 음반 발매 당시 몇 번의 인터뷰에서 로큰롤로 지루함을 표현하고 있었다.

## 곡 목록
모든 곡들은 특별한 언급이 없는 한 믹 재거와 키스 리처즈에 의해 작사/작곡하였다.
| #  | 제목                | 작사·작곡 | 재생 시간 |
| -- | ------------------- | --------- | --------- |
| 1. | 〈Rocks Off〉       |           | 4:31      |
| 2. | 〈Rip This Joint〉  |           | 2:22      |
| 3. | 〈Shake Your Hips〉 | 슬림 하포 | 2:59      |
| 4. | 〈Casino Boogie〉   |           | 3:33      |
| 5. | 〈Tumbling Dice〉   |           | 3:45      |

| #  | 제목                  | 재생 시간 |
| -- | --------------------- | --------- |
| 1. | 〈Sweet Virginia〉    | 4:27      |
| 2. | 〈Torn and Frayed〉   | 4:17      |
| 3. | 〈Sweet Black Angel〉 | 2:54      |
| 4. | 〈Loving Cup〉        | 4:25      |

| #  | 제목                            | 작사·작곡               | 재생 시간 |
| -- | ------------------------------- | ----------------------- | --------- |
| 1. | 〈Happy〉                       |                         | 3:04      |
| 2. | 〈Turd on the Run〉             |                         | 2:36      |
| 3. | 〈Ventilator Blues〉            | 재거, 리처즈, 믹 테일러 | 3:24      |
| 4. | 〈I Just Want to See His Face〉 |                         | 2:52      |
| 5. | 〈Let It Loose〉                |                         | 5:16      |

| #  | 제목                   | 작사·작곡   | 재생 시간 |
| -- | ---------------------- | ----------- | --------- |
| 1. | 〈All Down the Line〉  |             | 3:49      |
| 2. | 〈Stop Breaking Down〉 | 로버트 존슨 | 4:34      |
| 3. | 〈Shine a Light〉      |             | 4:14      |
| 4. | 〈Soul Survivor〉      |             | 3:49      |

## 인증
| 국가                                                  | 인증     | 판매량/출하량 |
| ----------------------------------------------------- | -------- | ------------- |
| 오스트레일리아 (ARIA) original release                | 골드     | 20,000^       |
| 오스트레일리아 (ARIA) 2010 release                    | 플래티넘 | 70,000^       |
| 이탈리아 (FIMI)                                       | 골드     | 25,000*       |
| 뉴질랜드 (RMNZ) 2010 release                          | 골드     | 7,500^        |
| 영국 (BPI) 2010 release                               | 플래티넘 | 300,000*      |
| 미국 (RIAA)                                           | 플래티넘 | 1,000,000^    |
| *판매량을 기반으로 한 인증 ^출하량을 기반으로 한 인증 |          |               |